# Maurito (football)
Norberto Mauro Mulenessa, dit Maurito, est un footballeur professionnel international angolais né le 24 juin 1981 à Benguela. Son poste de prédilection est attaquant. Maurito a évolué durant l'année 2006 à Al Wahda Abu Dhabi, aux Émirats arabes unis. Il évolue actuellement à Al Salmiya Club au Koweït.
Il a joué la CAN 2008 avec l'équipe nationale d'Angola et compte 22 sélections (4 buts).

## Carrière
- 2001-2002 : Santos FC  Angola
- 2003 : Vasco da Gama AC  Portugal
- 2003-2004 : União Leiria  Portugal
- 2004-2005 : Al Jazira Abu Dhabi  Émirats arabes unis
- 2005-2007 : Al-Wahda Abu Dhabi  Émirats arabes unis
- 2007-2008 : Al Kuwait Kaifan  Koweït
- 2008-2009 : Al-Riffa Club  Bahreïn
- 2009 : Al Kuwait Kaifan  Koweït
- 2009- : Al Salmiya Club  Koweït

### En équipe nationale
Maurito participe à la CAN 2006 avec l'équipe d'Angola.